# 이부리하시역
이부리하시역(일본어: 動橋駅)은 일본 이시카와현 가가시에 있는 IR 이시카와 철도의 철도역이다.

## 역 구조
2면 2선 구조의 지상역이다. 정류소로 취급되고 있다.
고마쓰역이 관리하는 무인역이다.

### 승강장
| 1 | ■ IR 이시카와 철도선 | 후쿠이 · 쓰루가 방면   |
| 2 | ■ IR 이시카와 철도선 | 가나자와 · 도야마 방면 |

## 역세권 정보
- 가타야마즈 온센

## 역사
- 1897년 9월 20일: 관설철도 (뒷날의 일본국유철도) 후쿠이 역 ~ 고마쓰 역 구간의 개통과 동시에 개업.
- 1987년 4월 1일: 민영화에 따라 서일본 여객철도의 소속이 되었다.
- 2017년 4월 15일: ICOCA 도입.[1]
- 2024년 3월 16일: 호쿠리쿠 신칸센 가나자와역 ~ 쓰루가역 연장 개통에 따라, IR 이시카와 철도로 이관됨.

## 인접역
| IR 이시카와 철도 ■ IR 이시카와 철도선 | IR 이시카와 철도 ■ IR 이시카와 철도선 | IR 이시카와 철도 ■ IR 이시카와 철도선 |
| ------------------------------------- | ------------------------------------- | ------------------------------------- |
| 가가온센 다이쇼지 방면                | 보통                                  | 아와즈 구리카라 방면                  |